# Palmorchis duckei
Palmorchis duckei är en orkidéart som beskrevs av Frederico Carlos Hoehne. Palmorchis duckei ingår i släktet Palmorchis och familjen orkidéer. Inga underarter finns listade i Catalogue of Life.